# World Series of Poker 2008: Battle for the Bracelets
World Series of Poker 2008: Battle for the Bracelets é um jogo eletrônico baseado no famoso torneio de pôquer, o World Series of Poker (em português: Série Mundial de Pôquer). O jogo é a sequência de World Series of Poker: Tournament of Champions, e foi lançado para Xbox 360, PlayStation 2, PlayStation 3, PlayStation Portable, Nintendo DS e Microsoft Windows. Há participação de vário jogadores profissionais como Scotty Nguyen, Phil Hellmuth, Chris Ferguson, e Johnny Chan.

## Recepção
As versões para PC, PlayStation 2 e PlayStation 3 receberam "críticas geralmente favoráveis", enquanto as versões para Nintendo DS e Xbox 360 receberam "críticas mistas ou médias", de acordo com agregador de cr´ticas, Metacritic.

## Ligações Externas
- BeatTheBrat.com - The Official World Series of Poker 2008 Video Game
- Activision - World Series of Poker: Battle For The Bracelets
- Left Field Productions
- World Series of Poker 2008: Battle for the Bracelets. no MobyGames.
- World Series of Poker 2008: Battle for the Bracelets. no IMDb.